# Список війн за участю Казахстану
У цій статті наведено неповний перелік основних війн та збройних конфліктів за участю Казахстану, казахського народу або регулярної казахської армії в періоди коли існували незалежні казахські держави від античності до наших днів.
В переліку вказана назва конфлікту, дата, воюючі сторони, і його результат.
      Перемога Казахстану
      Поразка Казахстану
      Інший результат (Мирний договір або невизначений результат, статус кво, результат громадянської війни, невідомий результат)
      Незавершений конфлікт

## Казахське ханство
Нижче наведено перелік війн за участю Казахського ханства та трьох його жузів (Старшого, Середнього і Молодшого) як самостійних державних утворень.
| Дата      | Конфлікт                                   | Перша сторона                    | Друга сторона                                         | Результат |
| --------- | ------------------------------------------ | -------------------------------- | ----------------------------------------------------- | --- |
| 1470      | Битва під Туркістаном                      | Казахське ханство                | Шибаніди                                              | Перемога |
| 1507      | Перша Казахсько-Узбецька війна             | Казахське ханство                | Бухарське ханство                                     | Перемога |
| 1509      | Друга Казахсько-Узбецька війна             | Казахське ханство                | Бухарське ханство                                     | Перемога |
| 1522      | Казахсько-Чагатайська війна                | Казахське ханство                | Чагатайський улус                                     | Перемога |
| 1568      | Битва біля річки Емби                      | Казахське ханство                | Ногайська Орда Московське царство                     | Перемога |
| 1598      | Третя Казахсько-Узбецька війна             | Казахське ханство                | Бухарське ханство                                     | Спочатку перемога, потім поразка - Казахи зайняли Ташкент. - Казахи не змогли взяти Бухару. - Смерть Тауекель-хана. |
| 1598-1602 | Повстання Каракалпаків                     | Казахське ханство                | Каракалпаки                                           | Перемога |
| 1607-1627 | Четвертя Казахсько-Узбецька війна          | Казахське ханство                | Бухарське ханство                                     | Перемога - Узбеки повернули Ташкент. - Казахи зайняли місто у 1627 році.                                            |
| 1652–1718 | Казахсько-джунгарська війна                | Казахське ханство                | Джунгарське ханство                                   | Спочатку поразка, потім перемога - Джунгари зайняли Туркістан - Джунгарське ханство врешті-решт знищене Казахами    |
| 1717–1847 | Казахсько-Російські прикордонні конфлікти  | Казахське ханство Киргизи Уйгури | Російська імперія Башкири Козаки-повстанці            | Евентуальна поразка - Казахське ханство добровільно стає частиною Росії                                             |
| 1847      | Вторгнення Кенесари в Північний Киргизстан | Казахське ханство                | Киргизи під керівництвом Оморн хана Російська імперія | Поразка - Смерть Кенесари хана                                                                                      |

## Алашська автономія
Нижче наведено перелік війн за участю Алаш орди.
| Дата      | Конфлікт                       | Перша сторона      | Друга сторона                                            | Результат                                |
| --------- | ------------------------------ | ------------------ | -------------------------------------------------------- | ---------------------------------------- |
| 1917-1920 | Казахська кампанія (1917-1920) | Алашська автономія | Російська Радянська Федеративна Соціалістична Республіка | Поразка - Створення та закріплення КАСРР |

## Казахстан
Нижче наведено перелік війн за участю Сучасного Казахстану.
| Дата      | Конфлікт      | Перша сторона | Друга сторона                                                                                                   | Результат |
| --------- | ------------- | --- | --- | --------- |
| 2003-2008 | Війна в Іраку | США Велика Британія Південна Корея Італія Польща Австралія Україна (2003-2008) Грузія Нідерланди Іспанія Естонія Казахстан | Баас Армія Магді Ісламська держава Ірак і Левант Ансар аль-Іслам Аль-Каїда Хізбалла Робітнича партія Курдистану | Перемога  |